# Beaucaire (Gers)
Beaucaire (gaskognisch Bèucaire) ist eine französische Gemeinde mit 246 Einwohnern (Stand 1. Januar 2022) im Département Gers in der Region Okzitanien; sie gehört zum Arrondissement Condom und zum Gemeindeverband Ténarèze. Seine Bewohner nennen sich Beaucairiens/Beaucairiennes.

## Geografie
Beaucaire liegt am linken Ufer der Baïse rund 27 Kilometer nordwestlich der Stadt Auch im Norden des Départements Gers. Die Gemeinde besteht aus dem Dorf Beaucaire, mehreren Weilern sowie zahlreichen Einzelgehöften. Verkehrstechnisch liegt die Gemeinde an der Straße D 939 abseits von bedeutenden überregionalen Verkehrswegen.

## Geschichte
Im Mittelalter lag der Ort in der Grafschaft Vic-Fezensac, die ein Teil der Grafschaft Armagnac war. Die Gemeinden gehörten von 1793 bis 1801 zum District Condom. Zudem lagen Beaucaire und Pardailhan von 1793 bis 2015 im Wahlkreis (Kanton) Valence-sur-Baïse. Die Gemeinde ist seit 1801 dem Arrondissement Condom zugeteilt. Im Jahr 1839 wurde die bis dahin selbständige Gemeinde Pardailhan (1831: 209 Einwohner) eingegliedert.

## Bevölkerungsentwicklung
| Jahr                       | 1962 | 1968 | 1975 | 1982 | 1990 | 1999 | 2008 | 2020 |
| Einwohner                  | 387  | 345  | 312  | 297  | 305  | 277  | 289  | 239  |
| Quellen: Cassini und INSEE |      |      |      |      |      |      |      |      |

## Sehenswürdigkeiten
- Schloss Pardailhan
- Kirche Notre-Dame-des-Pommiers in Beaucaire
- Kirche Saint-Loup in Pardailhan
- Denkmal für die Gefallenen[1]
- mehrere Wegkreuze

Quelle: